# Ломей Дмитро Вікторович
Дмитро́ Ві́кторович Ломе́й (2 лютого 1982 — 22 лютого 2015) — боєць Добровольчого українського корпусу. Учасник російсько-української війни.

## Життєвий шлях
Закінчив Тлумацьку школу-інтернат, їздив на заробітки. З родиною знімали житло в Цуцилові. В 2014 році, пфісля побиття студентів, приїхав до Києва, брав активну участь у подіях Революції Гідності. Від серпня 2014-го — боєць 5-го окремого батальйону Добровольчого Українського Корпусу «Правий сектор», до якого пішов впотай від родини. Дружина вважала, що Дмитро поїхав на заробітки — адже сім'я жила не багато. Аж поки якось, розмовляючи з чоловіком по телефону, не почула вибухи.
Загинув у ніч 3 22 на 23 лютого 2015 року поблизу селища Піски під час артилерійського обстрілу з боку російських терористів, від влучення снаряду завалилась стіна, загинуло двоє бійців — Дмитро Ломей та Дмитро Колєсніков, ще 5 зазнали поранень. Дмитра спершу контузило, за другим вибухом винесло разом зі стіною та прикидало уламками.
Похований в с. Чукалівка Тисменицького району.
Залишилася дружина Надія та двоє синів, Святослав 2010 і Артур 2012 р.н.

## Нагороди
- нагороджений медаллю «За мужність і милосердя» від Митрополита Галицького, керуючого Івано-Франківською єпархією УАПЦ.
- В 2021 році був нагороджений орденом «За мужність» III ступеня (посмертно)[1].

## Вшанування
- 18 лютого 2016 року, в Тлумацькій школі-інтернаті відкрито меморіальну дошку на честь випускника Дмитра Ломея;